# Kurt Schwabach
Pour les articles homonymes, voir Schwabach (homonymie).
Kurt Schwabach, né le 26 février 1898 à Berlin et mort le 26 octobre 1966 à Hambourg, est un parolier et compositeur allemand.

## Biographie
Kurt Schwabach est le fils de l'industriel Arthur Schwabach et de la professeure de piano Margarethe Jacobson. En 1903, il a une sœur, Ruth. Schwabach est élève du Werner-Siemens-Gymnasium de Berlin-Schoeneberg. Il devient pilote dans la Luftwaffe de 1915 jusqu'à la fin de la Première Guerre mondiale. Après la guerre, il épouse Lisa von Huiden. En 1919, son père meurt à l'âge de 57 ans.
Schwabach est d'abord journaliste et écrit des textes pour le Kabarett der Komiker et d'autres cabarets berlinois tels que Die Gondel, Das Morando et la Nelson Revue. Il connaît son premier succès en 1921 avec Das lila Lied, mis en musique par Mischa Spoliansky, qu'il dédie au sexologue Magnus Hirschfeld. En 1932, il écrit le livret de l'opérette Glückliche Reise sur un scénario de Max Bertuch et une musique d'Eduard Künneke et écrit des textes supplémentaires pour des pièces de Walter Kollo et Walter Bromme. Il travaille aussi pour des longs métrages et écrit des scénarios et des musiques de films.
En 1933, Schwabach est interdit de travail par les nazis pour des raisons raciales. Il tente de voir dans l'industrie cinématographique londonienne. Après avoir terminé son deuxième scénario, cependant, il se voit refuser un permis de travail en Angleterre, il retourne à Berlin en 1935. En 1937, il quitte à nouveau l'Allemagne pour éviter d'être arrêté par la Gestapo. En passant par la Suisse et Vienne, il vient d'abord à Prague, où il vit pendant un an. Après l'occupation de Prague par les Allemands en 1939, il fuit la frontière polonaise, est arrêté et déporté en Hongrie. Il arrive à pied à Budapest et finalement peut embarquer illégalement dans un bateau vers la Palestine. Il passe 14 mois dans un centre de détention britannique avant de pouvoir occuper des emplois non qualifiés comme pompiste, serveur et barman à Tel Aviv. Il écrit des programmes pour le cabaret germanophone Adi Körners à Haïfa. Sa mère et sa sœur sont déportées dans les ghettos de Theresienstadt et de Łódź au début des années 1940 et assassinées.
En 1949, Schwabach retourne en Allemagne et s'installe à Hambourg. Il travaille d'abord pour la production de musique et de musique de film des éditions Sikorski. En 1951, il engage une procédure d'indemnisation à Berlin. Il travaille comme parolier et librettiste jusque dans les années 1960.
En février 1960, la chanson qu'il écrit, Bonne nuit ma chérie, interprétée par Wyn Hoop, est la chanson qui représente l'Allemagne au Concours Eurovision de la chanson 1960.
Avec environ 2 000 titres imprimés, Schwabach est l'un des auteurs-compositeurs qui l'ont le plus de succès de la scène du divertissement germanophone. Le 13 avril 1960, il épouse sa seconde épouse, Lea Fainleeb, à Ascona. Il devient membre du conseil consultatif de la GEMA et du conseil consultatif présidentiel et plus tard président du Deutscher Textdichter-Verband.
En 1961, on lui diagnostique une dépression nerveuse attribuée à sa persécution pendant l'ère nazie. Kurt Schwabach se suicide le 26 octobre 1966 à Hambourg. Il est enterré au cimetière juif d'Ohlsdorf, quadrillage ZZ11-696. La cause du décès est attribuée à un empoisonnement au monoxyde de carbone.